# Дрински корпус Војске Републике Српске
Дрински корпус Војске Републике Српске је био један од седам корпуса Војске Републике Српске. Први командант корпуса до јула 1995. године је био генерал-мајор Миленко Живановић, а други командант је био генерал-потпуковник Радислав Крстић. Дрински корпус Војске Републике Српске је основан одлуком Главног штаба (Генералштаба) ВРС 1992. године. Дрински корпус је у зависности од промјена у бројности војних снага, имао у просеку 18.000 бораца.

## Историјат
Врховна команда ВРС је, 20. октобра 1992, одлучила да формира Дрински корпус ВРС, који је заживио 1. новембра 1992. Формиран је на дијелу зоне одговорности Источнобосанског, Сарајевско-романијског и Херцеговачког корпуса, на простору Бирча, средњег Подриња, Романијског платоа и Нишићке висоравни. Дио већ формираних јединица из тих корпуса ушао је у састав Дринског корпуса, а остале јединице су наново формиране. Из Херцеговачког корпуса у састав ДК ушле су бригаде: 2. подрињска из Вишеграда, 3. подрињска из Чајнича, 4. подрињска из Рудог и 5. подрињска из Горажда; из Сарајевско-романијског корпуса: 1. подрињска из Рогатице и 2. романијска из Сокоца; из Источнобосанског корпуса: 1. зворничка из Зворника и 1. бирчанска из Шековића. Наново је формирана команда ДК са сједиштем у Власеници (наредбом је било предвиђено у Хан Пијеску) и приштапске јединице: 5. батаљон војне полиције, 5. батаљон везе, 5. инжењеријски батаљон и 5. мјешовити артиљеријски пук. У каснијој фази формиране су лаке пјешадијске бригаде: 1. братуначка, са сједиштем у Братунцу (14. новембра 1992), 1. милићко-власеничка, са сједиштем у Милићима (16. јануара 1993), касније подијељена на 1. милићку лаку пјешадијску бригаду са сједиштем у Милићима и 1. власеничку са сједиштем у Власеници, те Самостални пјешадијски батаљон Скелани (14. децембра 1992), са сједиштем у Скеланима. Половином 1993, 3. и 4. подрињска лака пјешадијска бригада поново су ушле у састав Херцеговачког корпуса.
Таква организацијско-формацијска структура ДК остала је до краја рата, а бројно стање се није значајније мијењало. У јулу 1995. ДК је имао око 17.800 припадника. По бројном стању, саставу, ватреној моћи и величини зоне одговорности био је један од мањих корпуса у ВРС, са осам бригада, већином лаких.
Граница између Херцеговачког и Дринског корпуса била је планина Госина - ријека Прача - ријека Дрина - ријека Лим (до границе са Србијом); према Сарајевско-романијском корпусу: сјевероисточне падине планине Озрен и Романија, западна ивица Гласиначког поља; са Источнобосанским корпусом: Теочак - Брђани - Старо Село на ријеци Дрини. Остале границе одређене су линијама додира са снагама тзв. Армије РБиХ: 2. корпуса (на западу према Олову, Кладњу и Тузли, 1. корпуса (на југу према Горажду) и 28. дивизије (на истоку према Сребреници и Жепи). Ова граница, уз промјене линија додира након офанзивних дејстава, остала је непромијењена до преформирања ВРС, у прољеће 1996.
Најзначајније дефанзивне активности ДК биле су одбрана територија насељених углавном српским становништвом, заштита становништва од страдања и обезбјеђивање територијалног интегритета Републике Српске. Јединицама ДК помоћ и подршку пружали су: 1. и 2. крајишки, Источнобосански и Херцеговачки корпус, 65. заштитни моторизовани пук, 1. гардијска моторизована бригада и јединице МУП-а РС. Оружане снаге тзв. Армије РБиХ из Сребренице и Жепе, под командом Насера Орића,  нападале су српска села у подручју Бирча, посебно Братунца и Сребренице, убијале цивиле, а имовину пљачкале и палиле. До почетка операције за ослобађање простора Бирча, у зиму 1993, од дејстава муслиманских снага страдало је 922 Срба (12,2% жена, 11,1 % старијих од 65 и 1,3% млађих од 16 година), а 3.302 до јула 1995. Исту судбину доживјели су касније мјештани села у општини Хан Пијесак. Дрински корпус је изводио и офанзивна одбрамбена дејства оперативно-тактичких и тактичких размјера. Најзначајније су: операција за ослобађање ширег подручја Бирча ("Подриње-93"), борбена дејства на сузбијању муслиманске офанзиве из Горажда ("Мач-1") и одговори на учестале нападе из "заштићених зона" Сребреница и Жепа (борбена дејства под називом "Криваја" и "Ступчаница"). Операција за ослобађање ширег подручја Бирча ("Подриње-93"), у периоду фебруар-април 1993, била је контраакција на нападе муслиманских снага у ширем подручју Сребренице, Братунца и Зворника, неколико напада на Главни штаб ВРС, на Месиће и планину Сјемећ. Операција је изведена и ради деблокаде вишеградских тунела, заштите хидроцентрала и заустављања прогона српског становништва са територије Бирча и средњег Подриња. Планирао ју је и извео Дрински корпус, уз
помоћ јединица 1. и 2. крајишког корпуса, Источнобосанског корпуса и Главног штаба ВРС. Том приликом ослобођено је подручје од Зворника до Поточара код Сребренице. Операција је завршена потписивањем споразума између команданата ВРС и  Армије РБиХ о прекиду ватре у зони Сребренице и њеној демилитаризацији. Савјет безбједности УН-а ју је, заједно са Жепом, прогласио заштићеном зоном.
Борбена дејства за сузбијање муслиманске офанзиве из Горажда ("Мач-1 ") извођена су у прољеће 1994, као одговор ДК на офанзивна дејства из "заштићене зоне" Горажде у правцу Фоче, Чајнича, Рудог и Вишеграда на југоистоку и Трнова на западу зоне, у којима су похарана српска села на планини Сјемећ и на лијевој обали Дрине. Потискујући противника, ВРС се у априлу приближила "заштићеној зони" и први пут у току рата била нападнута од стране НАТО авијације. Један НАТО авион је оборен у подручју Горажда. Борбе око Горажда, након дипломатских активности, завршене су примирјем. ВРС се повукла ван круга од 3 км од центра града, а тешко наоружање повучено је на 20 км око Горажда. Борбене активности ДК, као одговор на учестале нападе из "заштићених зона" Сребреница и Жепа, извођене су у јулу 1995. То су била дејства ограниченог карактера, са циљем да се граница са зонама сузи на градско подручје Сребренице и шире подручје Жепе, како је споразумом предвиђено, те да се спријечи територијална комуникација оружаних снага Сребренице и Жепе и њихови стални напади на села и положаје ДК изван "заштићених зона". У току извођења борбених дејстава створене су тактичке претпоставке за потпуно ослобађање Сребренице и Жепе, што су јединице ДК искористиле. У томе су учествовале
ограничене снаге ДК и дијелови 65. заштитног пука ГШ ВРС и јединица МУП-а РС. Иако је био један од мањих корпуса, ДК је слао своје јединице и као помоћ у зоне других корпуса (Сарајевско-романијски корпус - од половине 1994. до краја рата и 1. и 2. крајишки корпус - у вријеме опште офанзиве Армије РБиХ и агресије Оружаних снага Републике Хрватске на западне дијелове Републике Српске, 1995. године).
Први командант ДК био је пуковник Миленко Живановић, пензионисан јула 1995. у чину генерал-потпуковника, потом пуковник (касније генерал-потпуковник) Радислав Крстић до половине 1996, када је преформирањем угашен ДК. Начелници штаба ДК били су пуковник (касније генерал-мајор) Милутин Скочајић до 28. октобра 1994, пуковник Радислав Крстић до 14. јула 1995. и пуковник Светозар Андрић (касније генерал- потпуковник) до гашења ДК. Помоћници команданта ДК били су: за морал, вјерске и правне послове пуковници Стојан Максић, Слободан Церовић и Миленко Лазић; за позадину пуковници Драгутин Ћосић, Бранко Радоњанин и Лазар Аћамовић.
Послије Дејтонског мировног споразума, у процесу реализације мјера повјерења међу ратујућим странама, у првој половини 1996, дошло је до смањења бројног стања ВРС и њене реорганизације.
На оперативном нивоу успостављени су 1, 3. и 7. корпус. Преформиране јединице ДК ушле су у састав 3. и 7. корпуса. Почетком 1997. (31. јануара) указом предсједника РС формиран је 5. корпус ВРС, који је састављен од дијелова ранијих јединица Сарајевско-романијског, Дринског и Херцеговачког корпуса.
У току рата 1. подрињска лака пјешадијска бригада одликована је Орденом Немањића, а 1. зворничка пјешадијска бригада Медаљом Петра Мркоњића. Послије рата, Медаљом Петра Мркоњића одликовани су 5. мјешовити артиљеријски пук и Самостални пјешадијски батаљон "Скелани".

## Организација ДК ВРС
Дрински корпус Војске Републике Српске је у свом сталном саставу имао десетак бригада. Бригаде су биле распоређене у 13 географских области у зони одговорности Дринског корпуса.

### Бригаде ДК ВРС
- Зворничка пјешадијска бригада
- Власеничка лака пјешадијска бригада
- Прва бирчанска лака пјешадијска бригада[5]
- Милићка лака пјешадијска бригада
- Братуначка лака пјешадијска бригада
- 2. романијска моторизована бригада (основана 21. маја 1992, а од новембра 1992. у саставу Дринског корпуса ВРС)
- 1. Подрињска лака пјешадијска бригада (Рогатица) - од новембра 1992. у саставу Дринског корпуса ВРС
- 2. Подрињска лака пјешадијска бригада (Вишеград) - спаја се са 5. Подрињском лаком пјешадијском бригадом крајем 1994.
- 3. Подрињска лака пјешадијска бригада (Чајниче) - у саставу Херцеговачког корпуса од 1994. под именом 14. лака пјешадијска бригада
- 4. Подрињска лака пјешадијска бригада (Рудо) - у саставу Херцеговачког корпуса од 1994. под именом 14. лака пјешадијска бригада
- 5. Подрињска лака пјешадијска бригада (Вишеград)

#### Прва бирчанска лака пјешадијска бригада
Дан Прве бирчанске лаке пјешадијске бригаде се обиљежава 19. маја у Спомен-соби у Шековићима, када се одаје почаст за 352 погинула српска борца.
| Ознака | Јединица      | Седиште   | Заповедник        | Официри | Подоф. | Војници | Укупно |
| ------ | ------------- | --------- | ----------------- | ------- | ------ | ------- | ------ |
|        | Команда       | Власеница | Радислав Крстић   | 34      | 11     | 121     | 166    |
|        | 5. бвп        | Власеница | Ратко Вујовић     | 6       | 10     | 47      | 63     |
|        | 5. бв         | Власеница | Миленко Јевђевић  | 2       | 22     | 32      | 56     |
|        | 5. инжб       | Власеница | Миленко Аврамовић | 9       | 14     | 111     | 134    |
|        | 5. мап        | Власеница | Драгољуб Боровина | 13      | 27     | 186     | 226    |
|        | 1. плпбр      | Рогатица  | Рајко Кушић       | 39      | 124    | 1.196   | 1.359  |
|        | 5. плпбр      | Вишеград  | Радомир Фуртула   | 50      | 135    | 1.481   | 1.666  |
|        | 1. бпбр       | Шековићи  | Светозар Андрић   | 76      | 207    | 2.577   | 2.860  |
|        | 1. зпбр       | Зворник   | Винко Пандуревић  | 68      | 265    | 4.679   | 5.012  |
|        | 2. ромтбр     | Соколац   | Тривић Мирко      | 88      | 134    | 1.904   | 2.126  |
|        | 1. брлпбр     | Братунац  | Видоје Благојевић | 35      | 76     | 2.108   | 2.219  |
|        | 1. млпбр      | Милићи    | Миломир Настић    | 37      | 89     | 1.412   | 1.538  |
|        | 1. влпбр      | Власеница | Миле Косорић      | 22      | 81     | 890     | 993    |
|        | спб ”Скелани” | Скелани   | Бодан Радетић     | 4       | 19     | 403     | 426    |
|        | 5. СнЧ        | Власеница | Милорад Беговић   | 14      | 7      | 62      | 83     |
|        |               |           |                   |         |        |         |        |
|        | Укупно        |           |                   | 497     | 1.221  | 17.209  | 18.927 |

### Друге јединице ДК
- 5. Батаљон војне полиције
- 5. Инжињеријски батаљон
- 5. Батаљон везе
- 5. Санитетски батаљон
- 5. Аутобатаљон
- 5. Мјешовити артиљеријски пук
- 5. Пук ПВО
- Самостални пјешадијски батаљон Скелани

### Јединице ДК ВРС
- Специјална (српска добровољачка) бригада „Гарда Пантери“ (од 2. маја 1992. до 4. септембра 1992. се звала Национална гарда Српске аутономне области (САО) Семберија и Мајевица)
- Специјална јединица „Мандо“
- Вукови са Дрине
- Чета Малешић
- Чета Каракај
- Чета Шетићи
- Диверзантско извиђачки вод Зоље
- Извиђачка чета Несаломиви
- 3.батаљон Пилица-Локањ
- Извиђачко диверзантски вод Јасеница
- Грчка добровољачка гарда